# Slawonisches Grenz-Infanterieregiment Nr. 8 (Gradiskaner)
Das slawonische Grenz-Infanterieregiment Nr. 8 (Gradiskaner) war eine militärische Formation der Habsburgermonarchie. In der Zeit seines Bestehens führte die Einheit auch die Namen Slawonisch Gradiscaner Grenz-Infanterie, 8. Gradiskaner Regiment (Nova Gradiška) (Nr. 67), Slawonisch Gradiscaner Grenz-Infanterie Nr. 67 und Slawonisch Gradiskaner Grenz-Infanterieregiment Nr. 8.

## Geschichte
Das Regiment wurde 1747 durch Feldmarschallleutnant Franz Anton Leopold Pontz als Slavonski Gradiscaner Grenz-Infanterie an der Slawonischen Militärgrenze nahe der Festung Gradiška gegründet. Bei seiner Aufstellung umfasste das Regiment zwei Bataillone zu je fünf Kompanien, insgesamt 5.600 Mann. Die Regimentssiedlung der Einheit nannte sich zunächst, nach dem ersten Regimentsführer Friedrich Schmidt, Friedrichsdorf. Im Jahr 1750 wurde die Siedlung in Nova Gradiska umbenannt, eine Stadt mit im Jahr 2021 ca. 11.600 Einwohnern.
Die Slawonische Militärgrenze war Teil der Habsburger Militärgrenze gegen das Osmanische Reich. An ihr waren die folgenden drei Regimenter stationiert:
- 7. Broder Regiment in Slavonski Brod, ab 1769 Infanterieregiment Nr. 66
- 8. Gradiskaner Regiment in (Nova Gradiška), ab 1769 Infanterieregiment Nr. 67
- 9. Peterwardeiner Regiment in Petrovaradin, ab 1769 Slavonski Peterwardeiner Grenz-Infanterie Nr. 68 und ab 1798 Slavonski Peterwardeiner Grenz-Infanterieregiment Nr. 9

Ab 1751 bestand das Regiment aus zwei Grenadierkompanien und vier Bataillonen Füsilieren. Von 1756 bis 1762 kämpfte es im Siebenjährigen Krieg in den Schlachten von Kolin, Leuthen, Hochkirch, Landshut und Reichenbach. 1758 führte der spätere Feldmarschall-Lieutenant Hieronymus Ljubibratich von Trebinja das Regiment.
1769 wurde das Regiment in Slavonski Gradiscaner Grenz-Infanterie Nr. 67 und 1798 in Slavonski Gradiskaner Grenz-Infanterieregiment Nr. 8 umbenannt. 1801 wurde der spätere General Franz Jircik Oberst des Regimentes. 1805 übernahm Carl von Greth das Regiment, der schon von 1796 bis 1798 in diesem gedient hatte.
Im Dritten Koalitionskrieg nahm das Regiment am erfolgreichen Feldzug Erzherzog Karls in Italien teil. In der Schlacht bei Abensberg standen sie in der Brigade des Josef Wenzel Radetzky von Radetz. Das Regiment nahm an der Schlacht bei Ebelsberg teil. Der Künstler Vincenz Grüner hielt in seiner Sammlung Kriegsszenen aus dem Jahre 1809 eine Szene fest, in der Soldaten eines österreichischen Ulanenregiments eine Gradiskaner Kompanie retteten. In den Befreiungskriegen kämpfte Teile des Regiments u. a. in der Schlacht um Dresden und der Völkerschlacht bei Leipzig. In den Kämpfen gegen Eugène de Beauharnais am 11. September 1813 bei St. Martin bei Littai taten sich die Gradiskaner besonders hervor.